# Association culturelle et sportive du Ksar
Maillots
Actualités
L'Association culturelle et sportive du Ksar (en arabe : الجمعية الثقافية و الرياضية للكصر), plus couramment abrégé en ACS Ksar, est un club mauritanien de football fondé en 1978 et basé à Ksar, quartier de Nouakchott.

## Histoire
Fondé en 1980 dans le quartier Ksar dont il prend le nom, il joue en Première Division. Il compte à son palmarès, cinq championnats et quatre Coupes de Mauritanie.
Le club a porté le nom d'ASC Sonader Ksar dans les années 1990 durant la période où il est sous le contrôle de la SONADER. Le club n'a jamais réussi à briller en compétitions internationales. Il compte une participation en Coupe des Coupes et deux autres en Ligue des champions de la CAF, avec un bilan de quatre victoires, un nul et trois défaites en huit rencontres,. Il a également participé à la Coupe de l'UFOA 1981 (élimination au premier tour) et à la Ligue des champions arabes de football 2005-2006 (élimination au tour préliminaire).

## Palmarès
| \| - Championnat de Mauritanie (5) : - Vainqueur : 1983, 1985, 1992, 1993 et 2004. - Coupe de Mauritanie (4) : - Vainqueur : 1979, 1993, 2013-14 et 2014-15. - Finaliste : 2003, 2004 et 2010-11. \| \| - Supercoupe de Mauritanie (1) : - Vainqueur : 2014. \| |  |                                                      |
| - Championnat de Mauritanie (5) : - Vainqueur : 1983, 1985, 1992, 1993 et 2004. - Coupe de Mauritanie (4) : - Vainqueur : 1979, 1993, 2013-14 et 2014-15. - Finaliste : 2003, 2004 et 2010-11.                                                                  |  | - Supercoupe de Mauritanie (1) : - Vainqueur : 2014. |

## Personnalités du club

### Présidents du club
- Cheikh Ould Gharraby

### Entraîneurs du club
- N'diawar Ba